# Guelph
Guelph is een in het zuidwesten van de Canadese provincie Ontario gelegen stad, ongeveer 25 kilometer van Kitchener-Waterloo en 100 km ten zuiden van Toronto en telt 114.943 inwoners (2006). Guelph maakt deel uit van Wellington County.
Vanwege de lage criminaliteit en de schone omgeving is Guelph een gewilde woonplaats. Het tijdschrift MoneySense magazine heeft Guelph op plaats vier gezet van meest geliefde woonplaatsen van Canada.
Guelph heeft een van de eerste onderzoeksuniversiteiten van Canada. De University of Guelph heeft in Nederland connecties met de universiteit van Wageningen.
Het is een van de snelst groeiende economische regio’s in Canada.
Rond 1942 was er een opleiding voor Nederlandse militairen in Guelph waarna de meeste in Groot-Brittannië een vervolgopleiding kregen.

## Onderwijs
De plaats heeft veel High Schools en beschikt ook nog over een universiteit en een college.

### Openbare scholen
- Centennial C.V.I. - Sportteam: 'Spartans'
- College Heights C.V.I. - Sportteam: 'Crusaders'
- Guelph C.V.I. - Sportteam: 'Gaels'
- John F. Ross C.V.I. - Sportteam: 'Royals'

### Katholieke scholen
- Our Lady of Lourdes C.H.S. - Sportteam: 'Crusaders'
- Saint James C.H.S. - Sportteam: 'Lions'
- Bishop MacDonnell C.H.S. - Sportteam: 'Celtics'

### Universiteiten/Colleges
- University of Guelph is vooral een universiteit die zich richt op milieu, biologie enz. De universiteit heeft een samenwerkingsverband met de Universiteit van Wageningen. Ook staat deze school open voor internationale studenten.
- Conestoga College; Dit college heeft een kleine campus in Guelph.

## Geboren in Guelph
- John McCrae (1872-1918), (leger)arts en dichter van In Flanders Fields
- David Card (1956), econoom en Nobelprijswinnaar
- Donna Strickland (27 mei 1959), natuurkundige en Nobelprijswinnares
- Shannon Crawford (12 september 1963), roeister
- Gavin Smith (1968-2019), pokerspeler
- Donnie Keshawarz (30 juli 1969), acteur
- Neve Campbell (1973), actrice
- Rachael Karker (9 september 1997), freestyleskiester
- Max Moffatt (27 juni 1998), freestyleskiër